# Julien Laporte
Julien Laporte (* 4. November 1993 in Clermont-Ferrand) ist ein französischer Fußballspieler, der aktuell beim HSC Montpellier in der Ligue 2 unter Vertrag steht.

## Karriere
Laporte begann seine fußballerische Karriere bei der US Vallée de l’Authre, wo er biss 2004 spielte. Anschließend wechselte er zum Aurillac FCA in die Jugend. Am 26. März 2011 (25. Spieltag) debütierte er in der vierten französischen Liga gegen den FC Hyères. Insgesamt spielte er für Aurillac achtmal in der Saison 2010/11.
Im Sommer 2012 wechselte er zum Zweitligisten Clermont Foot. 2012/13 spielte er zwölf Mal in der National 3 für die zweite Mannschaft, wobei er zwei Tore schoss. In der Folgesaison spielte er 20 Fünftligaspiele, wobei er einmal traf. In der Spielzeit 2014/15 schoss er erneut ein Tor in 20 Amateureinätzen. Gegen Ende der Saison (29. Spieltag) debütierte er in der Ligue 2 bei einem 2:1-Auswärtssieg gegen den AC Ajaccio in der Startelf. Bei der Profimannschaft stand er dreimal im Kader und spielte dieses eine Mal in der zweithöchsten französischen Spielklasse. Am 27. November 2015 (16. Spieltag) schoss er gegen den FC Valenciennes den Endstand zum 2:0 und somit sein erstes Tor im Profibereich. In der Saison 2015/16 spielte er insgesamt 22 Mal und schoss dieses eine Tor. Die Saison darauf spielte er 25 Spiele und schoss zwei Tore in der Liga. 2017/18 machte er 32 Ligaspiele und erzielte drei Treffer für den Verein aus Clermont-Ferrand. In der darauf folgenden Saison war er Kapitän und spielte 24 Mal in der Ligue 2.
Nach der Spielzeit wechselte er zum Ligakonkurrenten FC Lorient. Gegen den Paris FC debütierte er am ersten Spieltag der Saison 2019/20 für seinen neuen Arbeitgeber. Anschließend schoss er gegen Grenoble Foot sein erstes Tor für Lorient, bei einem 2:1-Sieg. In der gesamten Spielzeit schoss er dieses eine Tor in wettbewerbsübergreifend 27 Spielen. Mit dem FC Lorient stieg er als Tabellenzweiter in die Ligue 1 auf. Sein Debüt in der höchsten französischen Spielklasse gab er am 23. August 2020 (1. Spieltag) gegen Racing Straßburg in der Startelf. Seine erste Ligue-1-Spielzeit beendete er mit 30 Ligaeinsätzen, alle in der Startelf. Am 3. Oktober 2021 (9. Spieltag) schoss er sein erstes Tor im französischen Oberhaus, bei einem 1:1-Unentschieden gegen Clermont Foot. Insgesamt spielte er 2021/22 32 Ligapartien, wobei er zweimal traf. In der Saison 2022/23 spielte er aufgrund einer Operation am Knie nur 20 Ligaspiele, war dennoch Stammspieler, wenn er gesund war. 2023/24 wurde Laporte etwas weniger eingesetzt und kam auf insgesamt 23 Ligaeinsätze. Der Verein und Laporte stiegen nach Ende der Spielzeit als Tabellenvorletzter wieder in die Ligue 2 ab. Zurück in der zweiten Liga war Laporte, nach anfänglichen Schwierigkeiten jedoch wieder gesetzt und schoss zwei Tore in 21 Partien, was dazu beitrug, dass Lorient als Zweitligameister direkt wieder aufstieg.
Im Sommer 2025 wechselte Laporte nach 158 Pflichtspielen für Lorient (davon 151 in der Liga) ablösefrei zu HSC Montpellier, dem Absteiger, und verblieb damit in der Ligue 2.

## Erfolge
FC Lorient
- Meister der Ligue 2 (2): 2020  ▲, 2025  ▲